# Parafia św. Jana Nepomucena w Lisowicach
Parafia Świętego Jana Nepomucena w Lisowicach – parafia rzymskokatolicka, znajdująca się w diecezji gliwickiej, w dekanacie Lubliniec.